# 夕立 (初代神風型駆逐艦)
|          |                                                                                 |
| 艦歴     |                                                                                 |
| 計画     | 明治37年度臨時軍事費                                                            |
| 起工     | 1905年3月20日                                                                   |
| 進水     | 1906年3月26日                                                                   |
| 就役     | 1906年7月16日                                                                   |
| その後   | 1912年8月28日三等駆逐艦 1924年12月1日掃海艇編入 1928年7月6日廃駆逐艦第6号と仮称 |
| 除籍     | 1928年4月1日                                                                    |
| 性能諸元 |                                                                                 |
| 排水量   | 常備：381t 満載：450t                                                           |
| 全長     | 69.2メートル                                                                    |
| 全幅     | 6.6メートル                                                                     |
| 吃水     | 1.8メートル                                                                     |
| 機関     | レシプロエンジン2基2軸、6,000hp                                                 |
| 最大速力 | 29ノット                                                                        |
| 航続距離 | 11ノット/850カイリ                                                              |
| 乗員     | 70人                                                                            |
| 兵装     | 80mm（40口径）単装砲 2門 80mm（28口径）単装砲 4門 450mm魚雷発射管 2門           |

夕立（ゆうだち / ゆふだち）は、大日本帝国海軍の駆逐艦で、神風型駆逐艦 (初代)の16番艦である。同名艦に白露型駆逐艦の「夕立」があるため、こちらは「夕立 (初代)」や「夕立I」などと表記される。

## 艦歴
1905年（明治38年）2月15日命名（製造番号第16号）。同年3月20日、佐世保海軍工廠で起工。1906年（明治39年）3月26日、進水。翌日（3月27日）、駆逐艦に類別。同年7月16日、竣工。
第一次世界大戦では、青島の戦いに参加。シベリア出兵時には沿海州の沿岸警備を行った。
1924年（大正13年）12月1日、掃海艇に編入。1928年（昭和4年）4月1日、除籍。同年7月6日、廃駆逐艦第6号と仮称。

## 艦長
※『日本海軍史』第9巻・第10巻の「将官履歴」及び『官報』に基づく。
駆逐艦長
- 平井徳蔵 少佐：1906年7月3日 - 1907年1月18日
- 山口宗太郎 大尉：1907年1月18日 - 1908年4月20日
- （兼）玉岡吉郎 少佐：1908年4月20日 - 9月25日
- 丸尾剛 大尉：1908年9月25日 - 1909年2月20日
- 大金実 大尉：1909年2月20日 - 1911年4月1日
- （兼）小沢八郎 大尉：1911年4月1日 - 4月17日
- 山中義勇 大尉：1911年4月17日 - 1911年12月1日
- 大谷箭太郎 大尉：1911年12月1日 - 1912年12月20日
- 山崎圭二 大尉：1912年12月20日 - 1914年5月27日
- 瀧田吉郎 大尉：1914年5月27日 - 1915年3月8日
- 土田数雄 大尉：1915年3月8日[7] - 1915年12月13日
- 石川光儀 大尉：1915年12月13日 - 1917年6月1日
- 赤沢堅三郎 大尉：1917年6月1日 - 1918年12月1日[8]
- 鈴木幸三 大尉：1918年12月1日 - 1920年4月29日
- 野田謙三 大尉：1920年4月29日 - 1921年11月20日
- 加賀屋要吉 大尉：1921年11月20日[9] - 1922年12月1日[10]
- 池田久雄 少佐：1922年12月1日[10] - 1923年12月1日[11]
- 橋本信太郎 大尉：1923年12月1日 - 1924年12月1日

掃海艇長
- 森友一 大尉：1924年12月1日 - 1925年12月1日
- 小沢三良 大尉：1925年12月1日[12] - 1926年12月1日[13]